# Reformas de Constantino
Las Reformas de Constantino es la denominación que ha dado la historiografía a la continuación del proceso reformista comenzado por el emperador Diocleciano (reformas de Diocleciano) por el emperador Constantino. Estas se extendieron durante todo su reinado, empezado en el año 306, hasta su muerte en el año 337.
Dos hechos fundamentales de las reformas de Constantino son los siguientes:
- La declaración de la libertad de cultos en el año 313, lo que terminaría con las persecuciones al cristianismo, el cual alcanzó a ser religión oficial del imperio más tarde.[2]
- La inauguración de la nueva capital del Imperio romano, Constantinopla, lo que rebajaría a Roma a una ciudad secundaria luego de mil años de dominio.[2]

## Violencia social
Ya que en esos tiempos se vivía con mucha violencia social, el emperador decidió endurecer algunas leyes, aunque se flexibilizaron otras.
Una ley estableció que no se podían secuestrar a las niñas, ya que no estaba reglamentado antes, dispuso la pena de muerte para los que se aprovecharan de los demás gracias a la recaudación de impuestos, y se prohibieron algunas de las condiciones infrahumanas con las que se tenía a los prisioneros.
También se rebajaron algunas de las penas hacía los condenados, y se eliminó la crucifixión como parte de su política cristiana, aunque se introdujo la horca, intentando demostrar la existencia de la ley romana y la justicia.